# David Aizman
David Jakovlevič Aizman (26. března 1869 Mikolajiv – 26. září 1922 Puškin) byl ruský židovský spisovatel a dramatik.

## Život
V roce 1896 odjel Aizman studovat malířství do Paříže a roku 1898 se přestěhoval se svou ženou, fyzičkou, do departementu Haute-Marne. Ve Francii debutoval jako spisovatel příspěvky do časopisu Russkoje bogatstwo a také tam vyšly jeho romány Na chuzbine (1902) a Zemliaki (1903). Do Ruska se vrátil v roce 1902. V prvních dvou desetiletích 20. století zde vycházely jeho romány a povídky v předních literárních časopisech, jeho hry se hrály ve významných divadlech. V letech 1911–1918 vyšlo osmisvazkové vydání jeho děl. Aizman byl považován za nejvýznamnějšího rusko-židovského autora své doby a Alexandr Amfiteatrov ho srovnával s Dostojevským a Garšinem.
Kvůli útočné konfrontaci s ruským a ukrajinským antisemitismem byla jeho díla po Říjnové revoluci nepohodlná. Jeho prózy nebyly od počátku 30. let publikovány a upadly v zapomnění; v nejlepším případě byl stále znám jako autor dramatu Ternovyj kust (1907). Jeho dílu se nedostalo pozornosti ani v zahraničí a nebylo překládáno. V roce 1976 zkomponoval Američan Leonard Lehrman operu Sima podle Aizmanovy povídky Četa Krasovickich.

## Dílo
- Na chuzhbine (1902)
- Zemliaki (1903)
- Ledokhod (1905)
- Utro Anchla (1906)
- Ternovyi kust (1907)
- Krovavyi razliv (1908)

### V češtině
- Párek – úvod František Sekanina; přeložil Otakar Vančura; in: 1000 nejkrásnějších novel... č. 56. Praha: J. R. Vilímek, 1913